# 조 그리파시
조 그리파시(Joe Grifasi, 1944년 6월 14일 ~ )는 미국의 배우이다.

## 출연 작품
- 베이크드 인 브루클린 (2016년)
- 프론트 (2010년)
- 캐리스 피스 (2010년)
- 다크 매터 (2007년)
- 크라임 (2006, Un crime) - 빌 역
- 슬로우 번 (2005년)
- 완벽한 그녀에게 딱 한가지 없는 것 (2004년)
- 오토 포커스 (2002년)
- 체인징 레인스 (2002년)
- 61* (2001년)
- 퀴니 인 러브 (2001년)
- 나 그리고 나 (2000년)
- 스위칭 골스 (1999년)
- Looking for an Echo (2000)
- 도시 탈출 (1999년)
- 선데이 (1997년)
- 스티브 마티니의 인생 (1996년)
- 어느 멋진 날 (1996년) - 매니 펠드스타인 역
- 투 비츠 (1995년)
- 톨 테일 (1995년)
- 헤비 (1995년) - 리오 역
- 머니 트레인 (1995년)
- 배트맨 3 - 포에버 (1995년) - 은행 경호원 역
- 허드서커 대리인 (1994년)
- 올리버 스톤의 킬러 (1994년)
- 총알 탄 사나이 3 (1994년)
- 하우스홀드 세인트 (1993년)
- 여형사 보디가드 (1993년)
- 베니와 준 (1993년)
- 권력자 콘 (1992년)
- 꿈꾸는 도시 (1991년)
- 의혹 (1990년) - 토미 몰토 역
- 퓨드 (1989년)
- 위험한 목격자 (1989년)
- 알렉스 두 번 죽다 (1989년)
- 더 어포인트먼트 오브 데니스 제닝즈 (1988년)
- 맨하탄 살인사건 (1988년)
- 두 여인 (1988년)
- 인생의 반전 (1988년)
- 총알 탄 사나이 (1988년)
- 메이트원 (1987년)
- 엉겅퀴 꽃 (1987년)
- 문스트럭 (1987년) - 샤이 웨이터 역
- 에프 엑스 (1986년) - 믹키 역
- 마데라 의과 대학 (1985년)
- 백만장자 브루스터 (1985년) - J.B. 도날도 역
- 플라밍고 클럽 (1984년)
- 스플래쉬 (1984년)
- 그리니치의 건달들 (1983년)
- 살의의 향기 (1982년)
- 도둑 신부 (1981년)
- 홍키 통키 프리웨이 (1981년)
- 사랑은 저 멀리 (1980년)
- 네가 없는 낙원 (1979년)
- 디어 헌터 (1978년)

### 텔레비전
- 로앤오더: 범죄 전담반 (1990-2001)
- L.A. 로 (1993-994)
- 시카고 메디컬 (1996)
- 더 프랙티스 (1997)
- ER (2003)
- 로앤오더: 성범죄전담반 (2005-21)
- 더 데일리 쇼 (2010)
- 엘리멘트리 (2014)
- 굿 와이프 (2016)